# 弗朗切斯科·拉夸尼蒂
弗朗切斯科·拉夸尼蒂（義大利語：Francesco Lacquaniti，1952年12月24日—）是一名義大利神經科學家。他在都靈大學接受醫學教育並完成神經病學住院醫師培訓。他是羅馬第二大學生理學教授，以及羅馬聖露西亞基金會IRCCS神經運動生理學實驗室主任。他的研究重點是人類和其他動物的運動控制法則（包括三分之二冪定律，見書寫、運動協調、仿射曲率）及其在兒童中的發展和神經系統病變後的改變（發展協調障礙）。他也研究空間訊息在大腦中的神經表徵（布羅德曼5區）、重力對身體影響的神經表徵（心智模型）以及大腦如何適應失重狀態（太空運動）。他的科學研究成果已被書籍
和媒體報道。
由於他的工作，他獲得赫利茨卡國際生理學獎，獲選為國家大學理事會成員，獲選為歐洲科學院院士，並獲得法語魯汶天主教大學的神經科學榮譽學位。

## 出版作品
- Dominici N,  et al. . Science. 2011, 334 (6058): 997–999. Bibcode:2011Sci...334..997D. PMID 22096202. S2CID 206536191. doi:10.1126/science.1210617.
- Sylos-Labini F,  et al. . Proceedings of the National Academy of Sciences of the United States of America. 2020, 117 (17): 9604–9612. Bibcode:2020PNAS..117.9604S. PMC 7196819 . PMID 32284405. S2CID 215759798. doi:10.1073/pnas.1920984117 .
- Lacquaniti F, Ivanenko YP, Zago M. .  Current Opinion in Neurobiology. 2012, 22 (5): 822–828. PMID 22498713. S2CID 10288398. doi:10.1016/j.conb.2012.03.012. hdl:2108/62727 .
- McIntyre J, Zago M, Berthoz A, Lacquaniti F. . Nature Neuroscience. 2001, 4 (7): 693–694. PMID 11426224. S2CID 30444364. doi:10.1038/89477.
- Indovina I,  et al. .  Science. 2005, 308 (5720): 416–419. Bibcode:2005Sci...308..416I. PMID 15831760. S2CID 22179461. doi:10.1126/science.1107961. hdl:2108/19501 .

## 外部連結
- Neurotree entry （页面存档备份，存于）